# Винеторі (Вранча)
Винеторі (рум. Vânători) — село у повіті Вранча в Румунії. Входить до складу комуни Винеторі.
Село розташоване на відстані 169 км на північний схід від Бухареста, 5 км на північний схід від Фокшан, 68 км на північний захід від Галаца, 127 км на схід від Брашова.

## Населення
За даними перепису населення 2002 року у селі проживали 1198 осіб, усі — румуни. Усі жителі села рідною мовою назвали румунську.